# 13748 Radaly
13748 Radaly è un asteroide della fascia principale. Scoperto nel 1998, presenta un'orbita caratterizzata da un semiasse maggiore pari a 3,0922257 UA e da un'eccentricità di 0,1103170, inclinata di 2,69617° rispetto all'eclittica.